# Pokémon Snap
Pokémon Snap (ポケモンスナップ?, Pokemon Sunappu) è un videogioco della serie Pokémon sviluppato da HAL Laboratory e pubblicato nel 1999 da Nintendo per Nintendo 64. Il gioco è stato successivamente convertito per Wii e Wii U.
Al contrario dei videogiochi della serie Pokémon pubblicati su console portatile e del precedente titolo Pokémon Stadium, distribuito sulla stessa piattaforma, in Pokémon Snap sono assenti molti degli elementi da videogioco di ruolo. Nel gioco infatti non si impersona un allenatore di Pokémon che deve affrontare palestre o la Lega Pokémon. Lo scopo del gioco è quello di fotografare i Pokémon della prima generazione nel minor tempo possibile.
In base alle dichiarazioni di Satoru Iwata, originariamente Pokémon Snap «non era un videogioco della serie Pokémon».

## Trama

Immagine proveniente dal gioco

Il Professor Oak chiede al fotografo Todd Snap di scattare alcune fotografie di Pokémon nei rispettivi habitat naturali. Oltre ad essere dotato di una macchina fotografica, dotata di zoom, Todd potrà usare del cibo per attrarre dei Pokémon ed altri strumenti.